# Xenelmis bufo
Xenelmis bufo là một loài bọ cánh cứng trong họ Elmidae. Loài này được Sharp miêu tả khoa học năm 1882.